# Wilhelmus Franciscus Nicolaus van Rootselaar
Willem Franciscus Nicolaus van Rootselaar (Amersfoort, 26 mei 1834 - aldaar, 2 februari 1900) was kapelaan te Amersfoort en vanaf 1876 de eerste gemeentearchivaris van die stad. Hij “wijdde zijne zorgen aan de geschiedenis en historische voorwerpen zijner woonplaats”.

## Biografie
Van Rootselaar werd geboren in het gezin van wijnkoper Wilhelmus Johannes van Rootselaar en Francina Sanders en studeerde aan het bisschoppelijk seminarie te Warmond. Hij werd op 19 september 1859 tot priester gewijd en werd in 1875, na enkele kapelaanschappen elders, kapelaan te Amersfoort.
In 1876 werd hij de eerste (onbezoldigde) gemeentearchivaris van Amersfoort.
Hij zou tot zijn overlijden “waarnemend archivaris” blijven.
Hij publiceerde al in 1878 zijn belangrijkste werk Amersfoort, 777 - 1580. Dit is uiterst opmerkelijk, omdat in de beide delen, met in totaal 1027 pagina's, een gigantische hoeveelheid archief-materiaal is samengevat, en het werk al twee jaar na zijn aantreden als archivaris werd gepubliceerd. De boeken zijn weliswaar “volmaakt onleesbaar”, maar vormen nog steeds een “Fundgrube” voor wie zich verdiept in de geschiedenis van middeleeuws en zestiende-eeuws Amersfoort.
Dat hij zijn zorgen wijdde aan de “historische voorwerpen zijner woonplaats” moge blijken uit zijn bemoeienis met behoud van / restauratie van de Koppelpoort.
Van Rootselaar was in 1878 mede-oprichter van de Oudheidkundige Vereniging Flehite.
Hij overleed op 2 februari 1900 te Amersfoort en werd als gemeentearchivaris van Amersfoort opgevolgd door dr. H. J. Reynders. In Amersfoort werd een straat naar hem genoemd.